# یا کون کایا توست
یا کون کایا توست (انگلیسی: Ya Kun Kaya Toast) شرکت صنایع غذایی سنگاپوری است، که در سال ۱۹۴۴ تأسیس شد.